# Hořčice

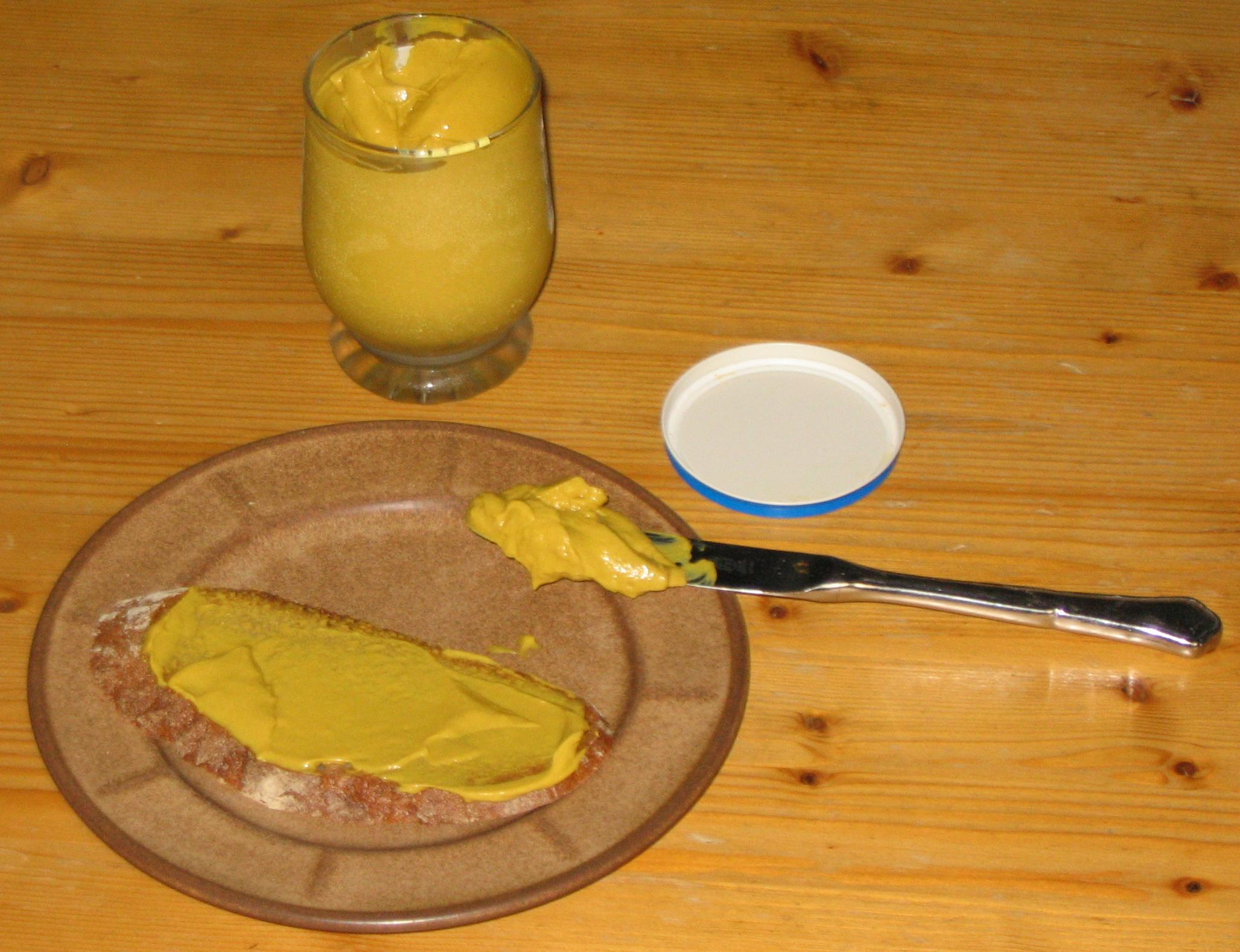
Horčice rozetřená na chlebu

Hořčice je dochucovací přípravek v podobě husté žluté nebo žlutohnědé pasty vyrobené z mletých hořčičných semínek smíchaných s vodou, octem, solí, cukrem, mletým kořením, olejem nebo jinou kapalinou. Může být přibarvená kurkumou. Má ostrou, mírně až silně pálivou chuť. V Československu a v raných devadesátých letech 20. století bývala konzervována kyselinou benzoovou. Dnes jsou především kvalitní hořčice nabízeny bez konzervačních látek.
První hořčici (jako směs rozemletých semínek s vinným moštem) používali starověcí Řekové a Římané. Ti ji nazývali latinsky mustum ardens, „žhnoucí mošt“, ze kterého vzniklo starofrancouzské moustarde a z něj přešlo do dalších jazyků (fr. moutarde, angl. mustard). V dalších evropských jazycích pochází název z latinského rodového jména rostliny Sinapis (dánské Sennep, něm. Senf) a v některých jazycích se užívají názvy obou původů (ital. Senape a Mostarda).

## Druhy hořčice
- Plnotučná hořčice – česká specialita, hladká hořčice se zvýrazněnou chutí pomocí enzymu[2]
- Hořčice kremžská – původem je z rakouského města Kremže, vyrábí se ze směsi semen bílé a černé (hnědé) hořčice, obsahuje viditelně hrubě mleté černé slupky a vyšší procento cukru. Přibarvená kremžská hořčice má žlutohnědou barvu a nepřibarvená má šedohnědou.
- Dijonská hořčice – na rozdíl od plnotučné a kremžské hořčice, které se vyrábějí ze semen hořčice seté, se vyrábí ze semen brukve sítinové

## Galerie

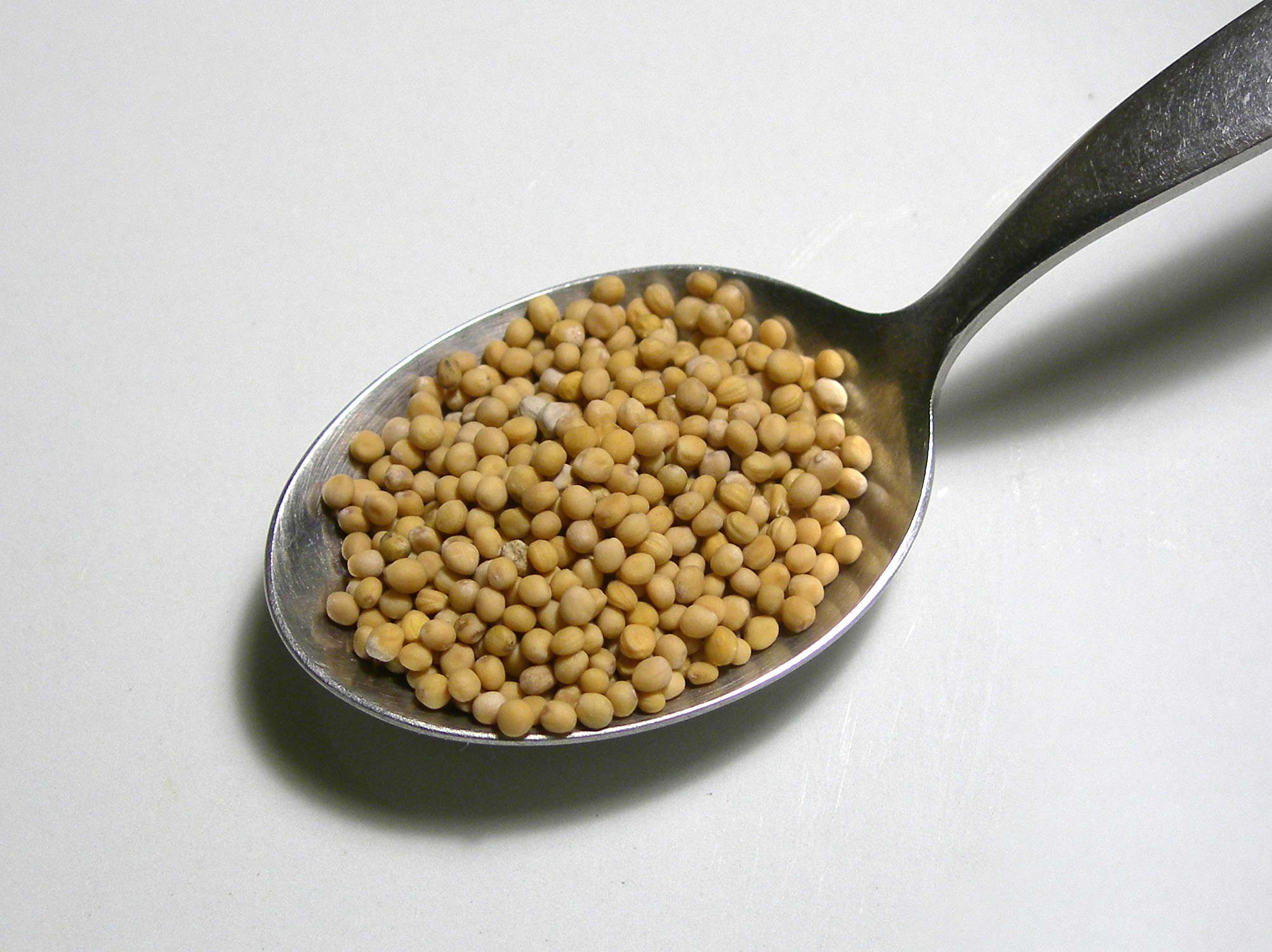
Hořčičné semínko
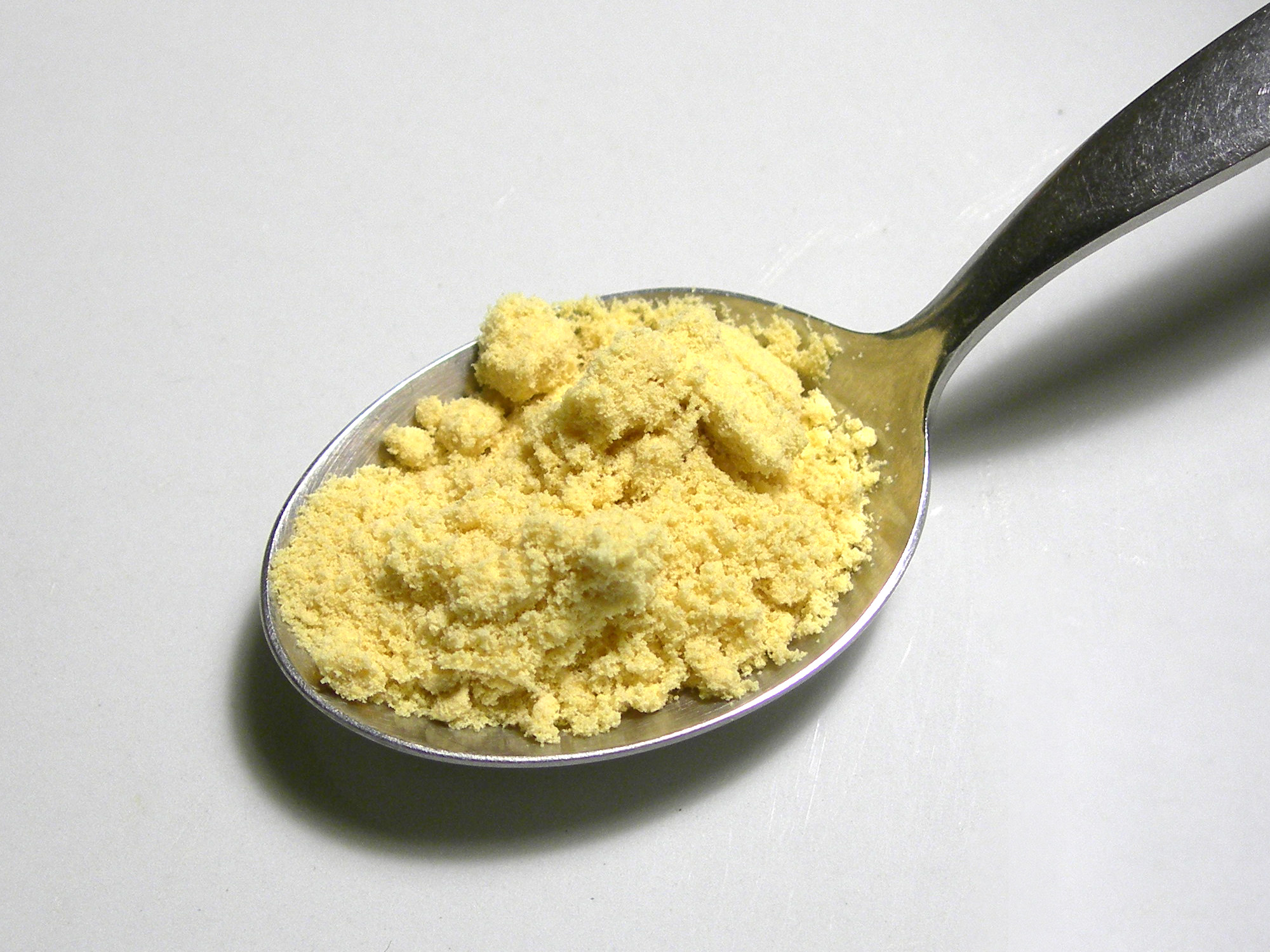
Jemně mleté hořčičné semeno – hořčičný prášek
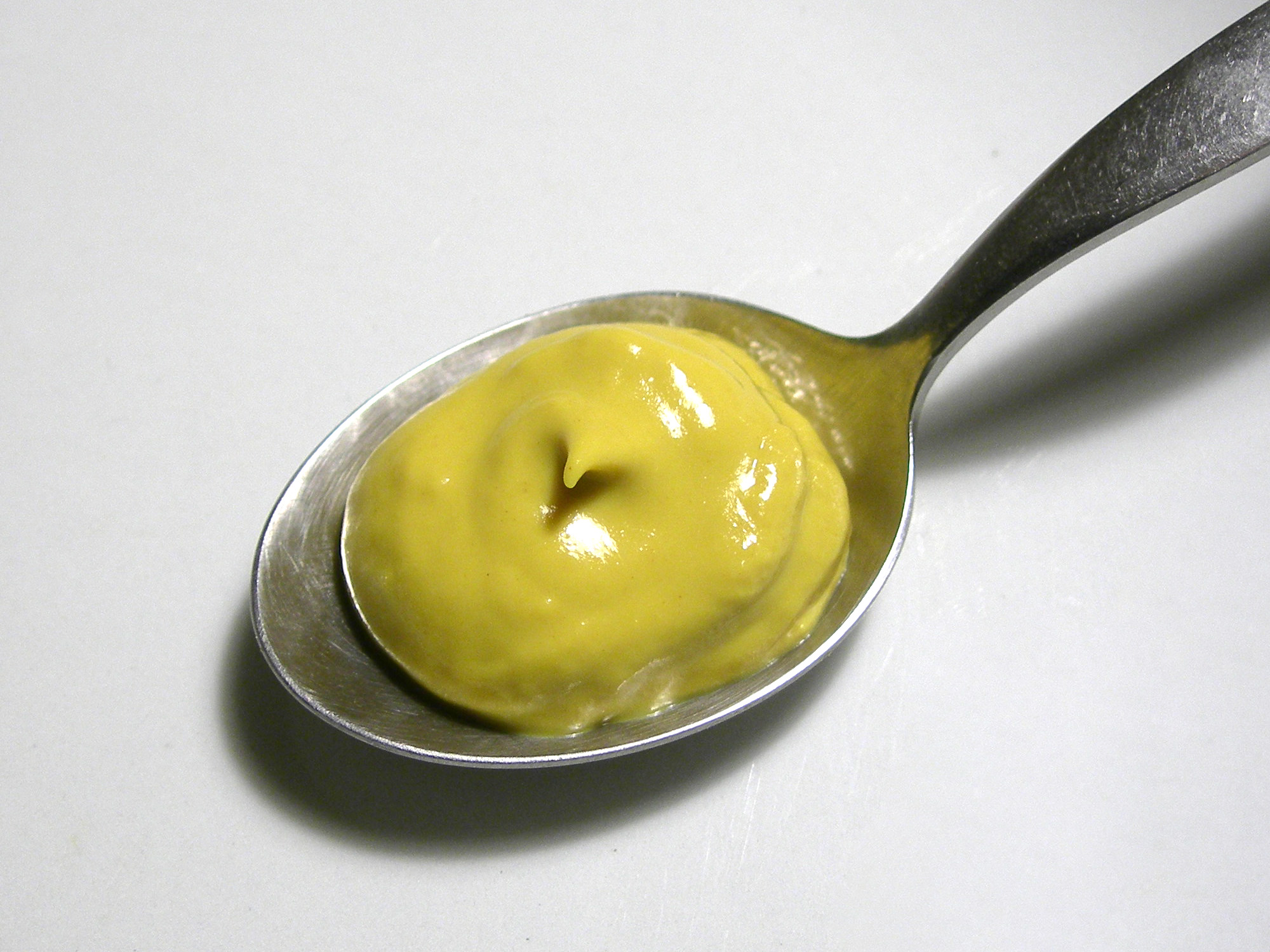
Obyčejná hořčice přibarvená kurkumou
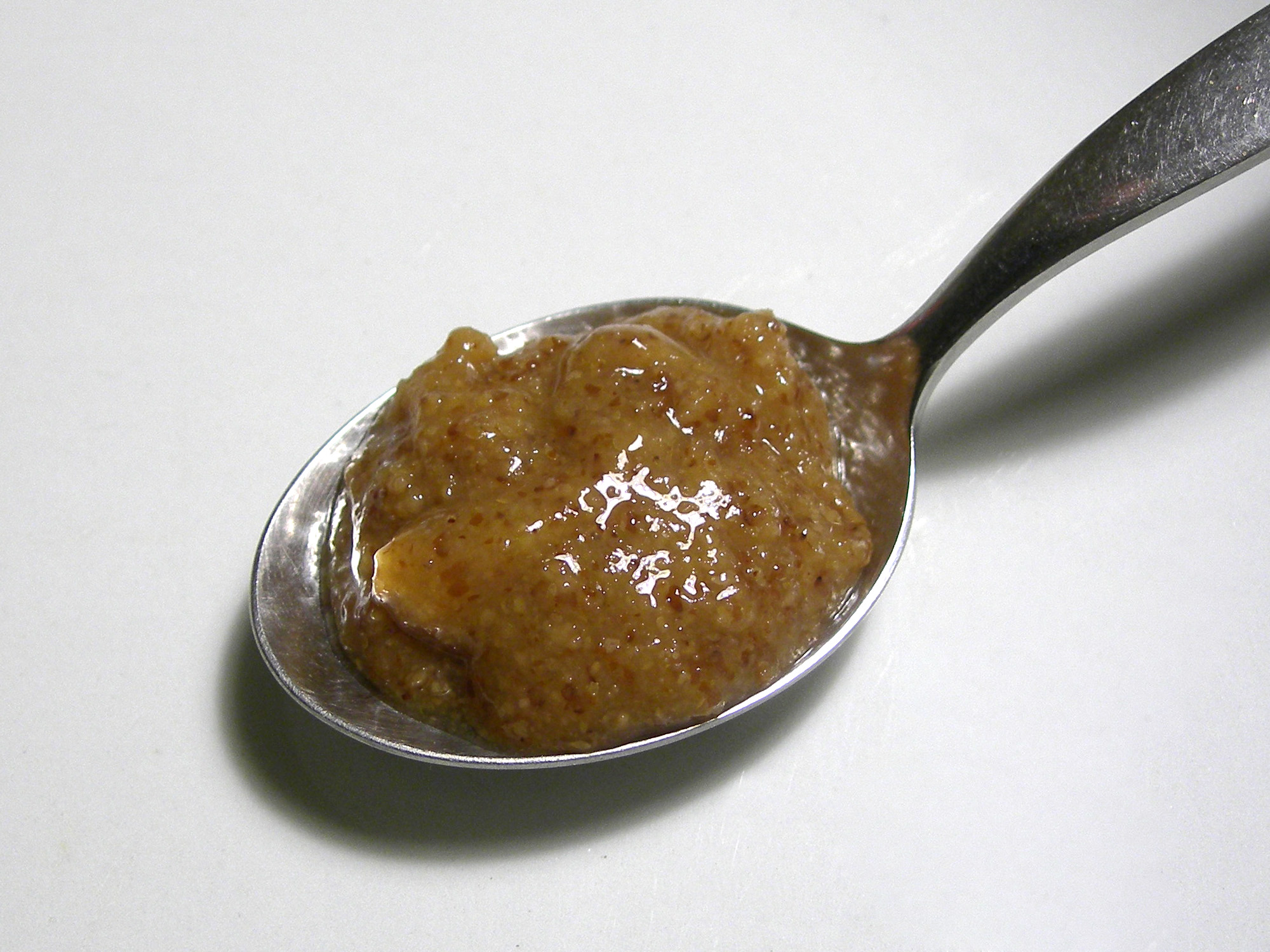
Sladká bavorská hrubozrnná hořčice
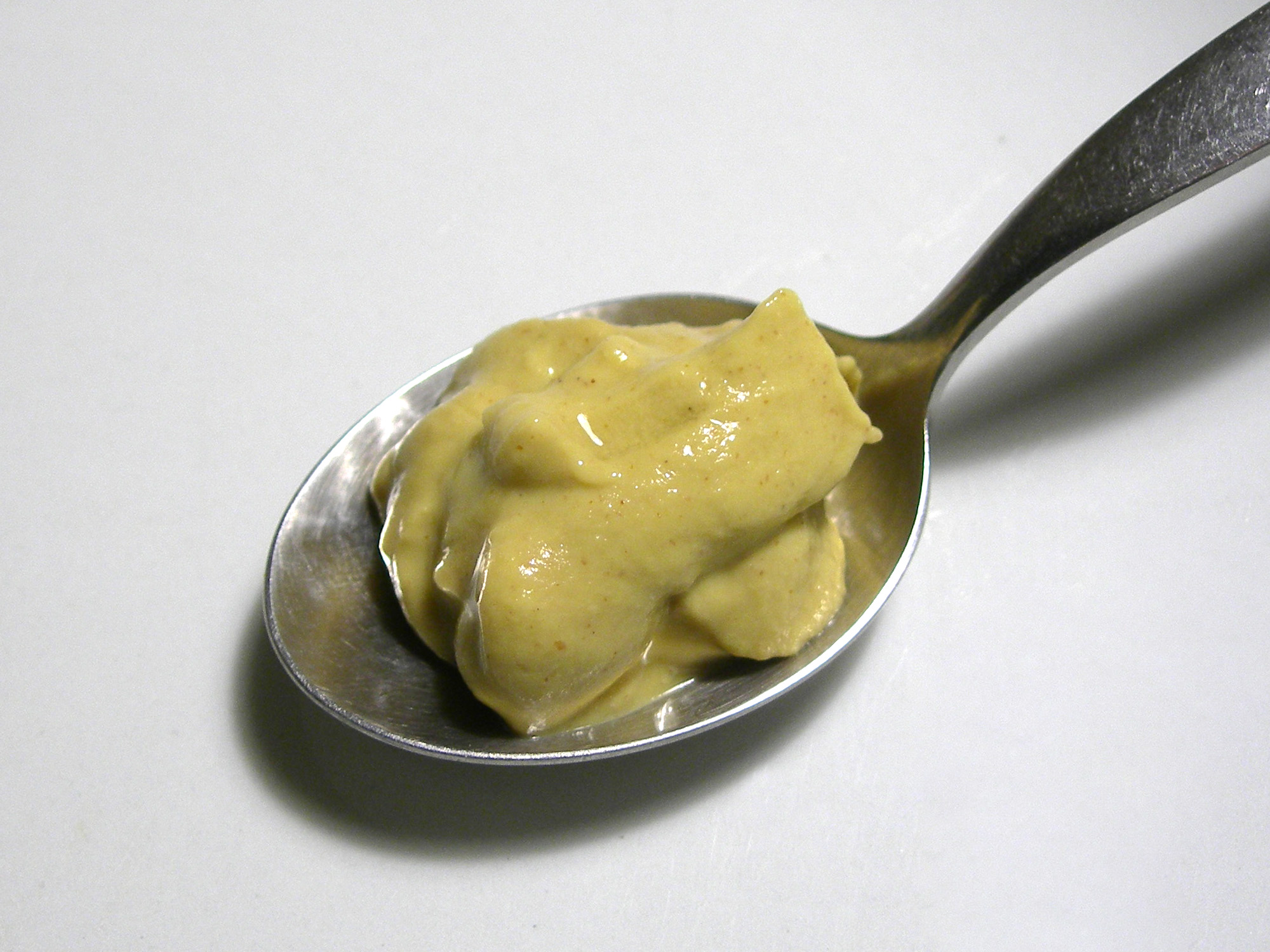
Francouzská dijonská hořčice
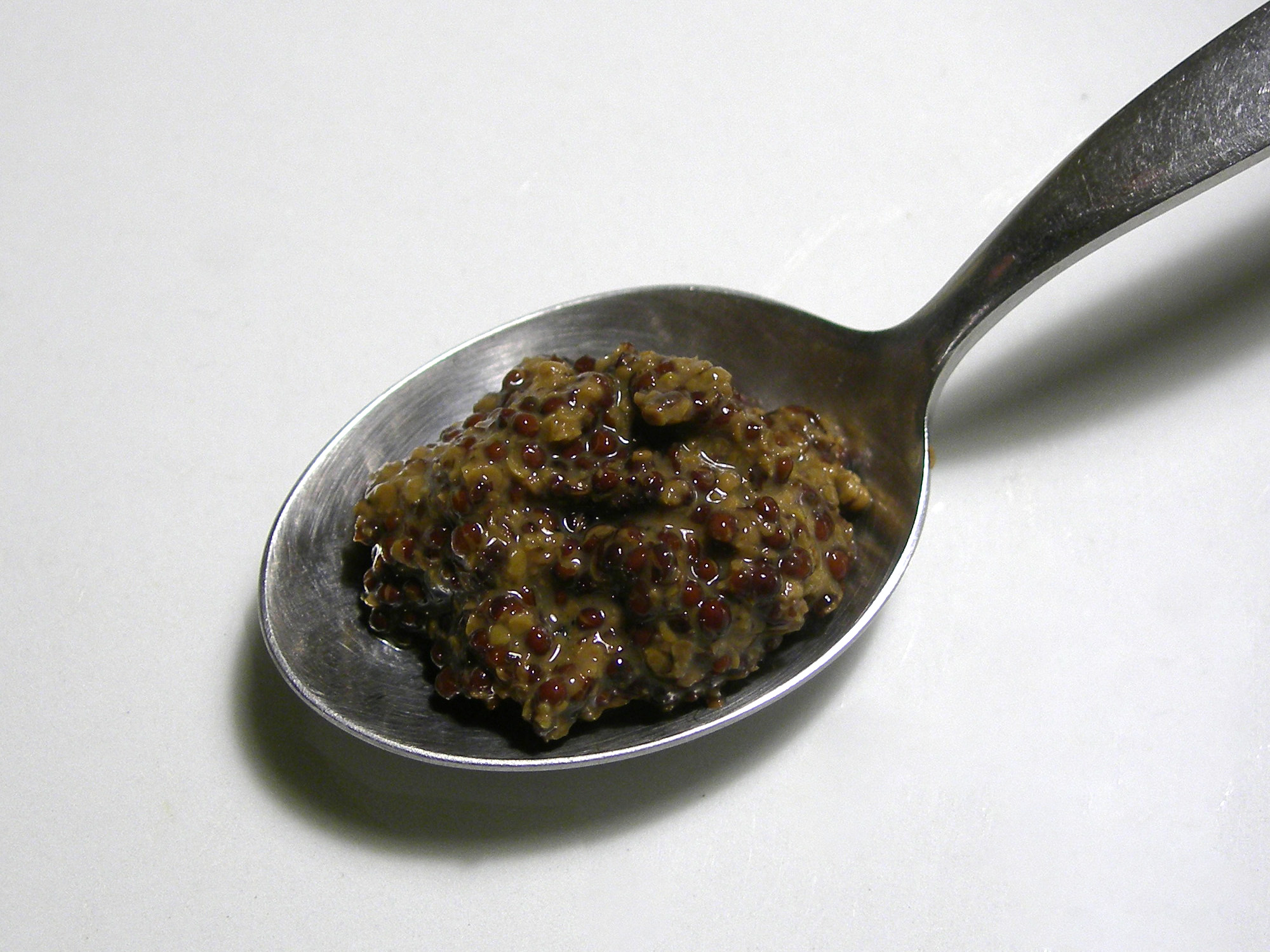
Francouzská kremžská hrubozrnná hořčice